# 香港時間
香港時間（英語：Hong Kong Time，縮寫：HKT），或稱為香港標準時間（英語：Hong Kong Standard Time），是香港所採用的時間標準，由香港天文台負責管理。香港標準時間全年比國際協調時快8小時，所以香港的標準時間與同樣位於UTC+8時區的國家及地區相同，當中包括北京（CST）、澳門（MST）、台北（NST）、吉隆坡（MYT）及新加坡（SGT）。香港在1904年開始使用格林威治標準時間，1972年開始改用國際協調時。當國際協調時間為凌晨0時0分時，香港是上午8時正。

## 歷史

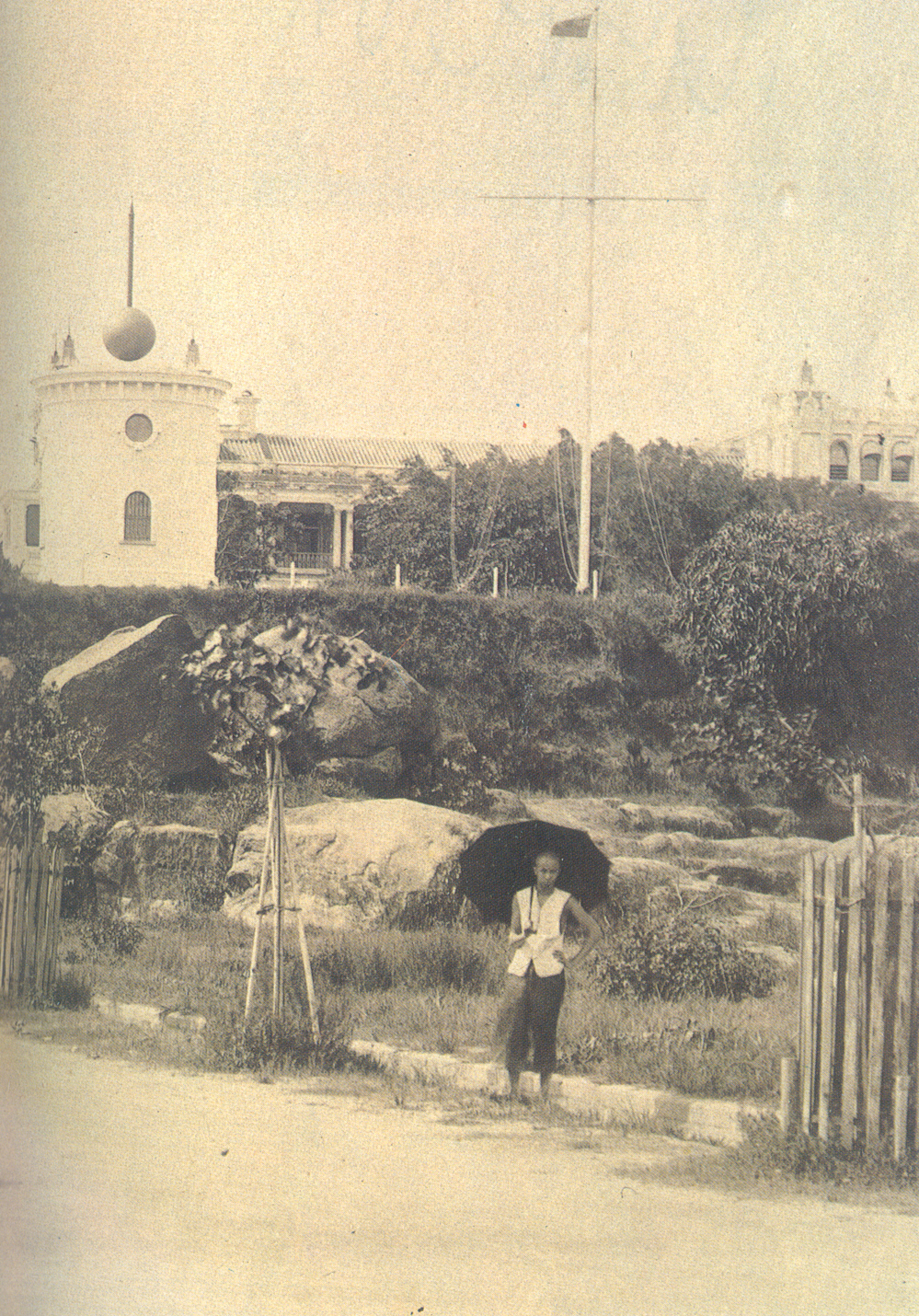
圖左的報時塔上安裝有報時用的時間球，攝於1908年尖沙咀近水警基地（現在的1881）。

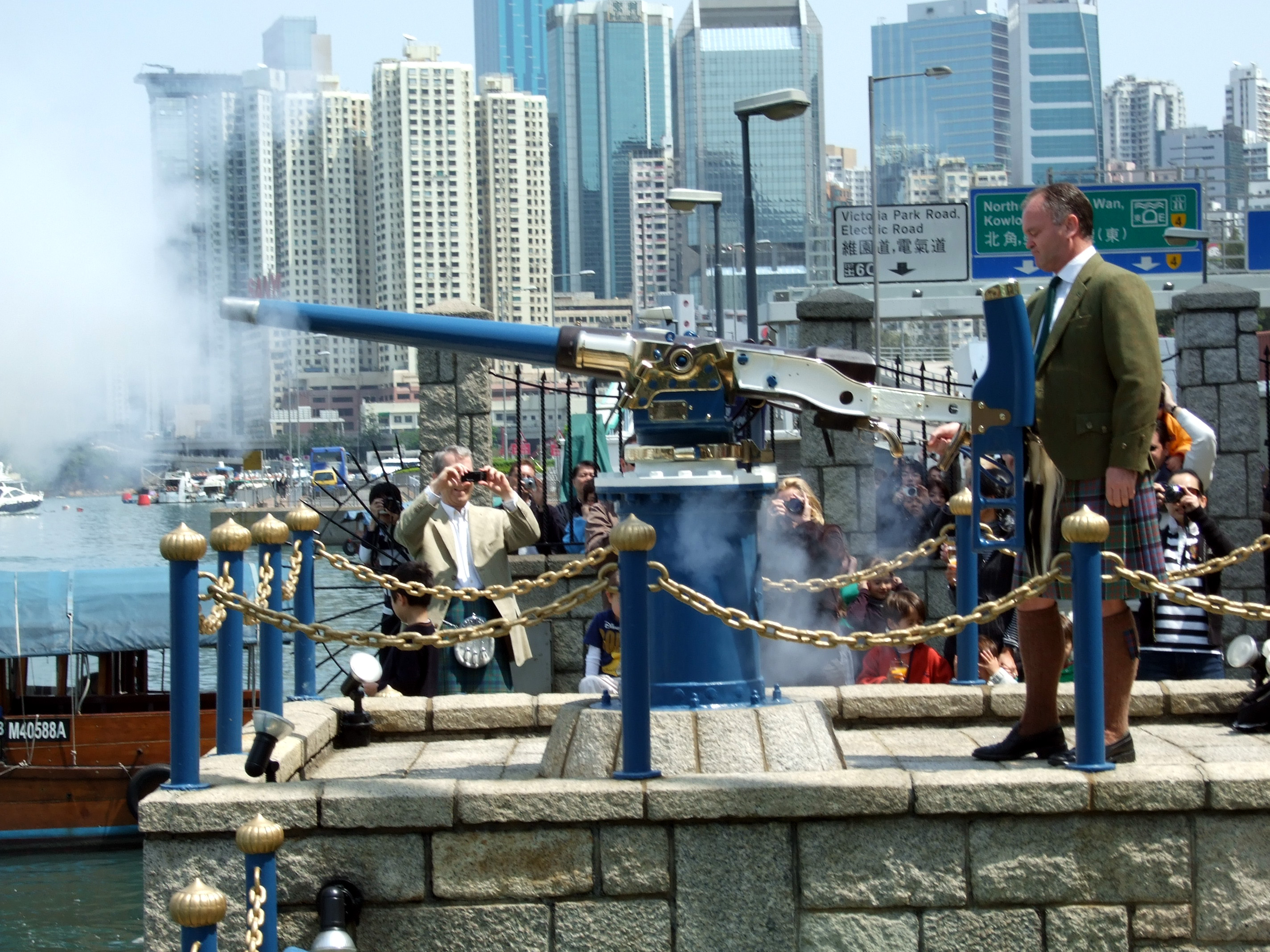
怡和午炮是香港在19世紀時期對公眾報時的主要方法之一。

香港在1841年成為英國殖民地後，由於時間對航海的定位精確度有重大關係，所以最初的報時服務都是以航海及海運業界為主要對象。1850年代，怡和洋行為歡迎其總經理羅拔渣甸爵士抵達香港而鳴放21響禮炮，但這個歡迎儀式卻被駐港英軍高級軍官認為不合體統，該洋行因此被處罰在香港島東角於每天正午鳴炮一響，為維多利亞港兩岸的居民及港內的船家報時，成為向香港公眾提供授時服務的起始。
香港時間的授時服務，自1883年香港天文台成立起，成為其主要職責。香港天文台在早期使用赤道儀及中星儀，透過在香港子午線觀測星象，從而校準本地時間。當時香港使用當地平均時間（LMT），以現今WGS84座標基準計算，香港子午線位於東經114度10分27.6秒，相當於比協調世界時快7小時36分42秒（準確值為UTC+7:36:41.86848）。香港天文台最早於1885年1月1日對公眾授時，當年香港天文台於九龍尖沙咀警署（今1881）設置桅杆，以升降時間球的方式對外發布時間。1885年1月1日，香港天文台於中午12時50分把時間球升到桅杆頂端，然後於下午1時正，首次把時間球降下，成為香港首次報時訊號，並作為香港時間的標準。用於報時的時間球訊號塔，後來於1933年因為廣播電台報時的開展而拆除。1904年10月30日，香港時間正式確定為格林威治標準時間快8小時（GMT+8），此後唯一的特例是1941年10月至12月採用比格林威治時間快8小時30分鐘（GMT+8:30）作為標準時間。
1980年，天文台購置高準確度的銫原子鐘，準確度達至每日1微秒內。2004年，天文台安裝了一套高準確度授時系統，利用全球定位系統共視方法，向國際度量衡局提供天文台的原子鐘時間數據，參與訂定協調世界時。天文台亦根據國際度量衡局提供的時間數據調校原子鐘，使其準確度保持在一百萬分之一秒以內。香港天文台以銫原子鐘報時系統作為香港時間的標準，誤差僅為每日1微秒之內。香港天文台設有互聯網時間伺服器，為互聯網的用戶提供準確的時間校正服務。

## 夏令時間
香港曾經連續多年實施「夏令時間」制度，即是夏季期間時鐘顯示的時間會較正常時間快1小時（GMT+9），並於冬季前的指定日子，把時鐘調校回又稱「冬令時間」，亦即比格林威治時間快8小時（GMT+8）的正常時間。香港的夏令時間制度最早於1941年4月1日至9月30日期間實施，時鐘的時針較原先的標準時間撥快1小時（GMT+9），1941年的夏令時間於9月底結束，1941年10月1日開始冬令時間，港府宣布當日起將時鐘的時針逆時針方向撥慢半小時（GMT+8:30），並非實施冬令時間的一般做法將時針逆向撥慢1小時，所以1941年10月至12月的冬令時間比格林威治時間快8小時30分鐘（GMT+8:30），而不是撥回至香港實施夏令時間前的時間（GMT+8），原因是1941年香港已感受到日本即將揮軍入侵的壓力，當年是英國殖民地的香港由駐港英軍防衛，然而遠東英軍司令部卻是設於以新加坡爲核心的海峽殖民地，當地英軍採用的標準時間比格林威治時間快7小時30分鐘（GMT+7:30），駐港英軍為便於與遠東英軍司令部通訊，當年的駐港英軍冬令時間也是快7小時30分鐘（GMT+7:30），香港政府為便於與駐港英軍協調及簡化軍民之間的時制換算，於是在1941年10月採用比格林威治時間快8小時30分鐘（GMT+8:30）為香港冬令時間，使兩者的時差成為較方便換算的1小時，避免出現轉換半小時的困難。香港於1941年12月26日至1945年8月29日被日本佔領期間，由日軍掌控的佔領地政府宣布1942年1月1日起，香港全年實施夏令時間，並且採用（GMT+9），使香港時間與日本時間相同。日本在1945年8月15日戰敗，英國皇家海軍夏愨少將於8月30日抵達香港組建臨時軍政府，由於在香港重光初期有大量戰後重建的工作迫切需要進行，因此暫時沿用（GMT+9）至同年11月17日，1945年11月18日（星期日）香港恢復使用比格林威治時間快8小時（GMT+8）作為標準時間。1946年4月起，香港恢復在夏季採用夏令時間。
夏令時間一般在每年4月至10月之間實施，《香港政府憲報》會刊登夏令時間的開始及結束日期，而每年的夏令時間和冬令時間的時制轉換日，都是定於星期日或香港假日，主要的報時時鐘如尖沙咀鐘樓及愛丁堡廣場碼頭鐘樓，通常會安排在當日凌晨3時左右調校時針，法例沒有規定全民必須在凌晨調校時鐘，市民可在認為適合的時間自行調校鐘錶的時針。除了1973年因為發生第一次石油危機需要節約能源，而在冬季的1973年12月30日開始夏令時間，並維持至翌年10月結束。政府考慮到社會上對每年調校時鐘兩次去實施夏令時間一直存在不少反對聲音，於是在1977及1978年試驗不採用夏令時間。1979年因應第二次石油危機而在5月至10月再次實施夏令時間，該年也是香港最後一次採用夏令時間。1980年至今，香港再沒有實施夏令時間。由於香港地理位置所處的緯度不高，所以香港冬夏兩季的日照時間，與長年實施夏令時間的歐洲及美加地區相比，日照時間的長度差距並不顯著。雖然香港在夏至的日照時間比冬至長了約2小時43分鐘，但執行夏令時間須要每年調校時鐘兩次，容易造成混亂，把夏令時間的效益抵消。

### 香港夏令時間實施年表
| 年        | 開始日期     | 結束日期       | 名稱                      | 附註 |
| --------- | ------------ | -------------- | ------------------------- | --- |
| 1941      | 6月15日      | 9月30日        | 夏令時間                  | 香港第一年實施夏時制，時鐘的時針在6月15日撥早1小時（GMT+9），但在夏令時間結束首天的10月1日將時鐘的時針撥慢30分鐘，以（GMT+8:30）為當年的冬令時間。                                                                                   |
| 1942-1945 | 1942年1月1日 | 1945年11月17日 | 夏令時間 （日本標準時間） | 1941年12月26日至1945年8月29日是香港日佔時期，佔領地政府在1942年1月1日起全年採用（GMT+9）是要使香港時間與東京時間相同。 1945年8月30日香港重光，夏愨軍政府將該年的夏令時間（GMT+9）維持至11月17日，11月18日起改為（GMT+8）的冬令時間。 |
| 1946      | 4月20日      | 12月1日        | 夏令時間                  | 1946年起，夏令時間（GMT+9），冬令時間（GMT+8），往後實施夏令時間的年份都是夏令和冬令的時差1小時。 |
| 1947      | 4月13日      | 11月30日       | 夏令時間                  | |
| 1948      | 5月2日       | 10月31日       | 夏令時間                  | |
| 1949      | 4月3日       | 10月30日       | 夏令時間                  | |
| 1950      | 4月2日       | 10月29日       | 夏令時間                  | |
| 1951      | 4月1日       | 10月28日       | 夏令時間                  | |
| 1952      | 4月6日       | 11月2日        | 夏令時間                  | |
| 1953      | 4月5日       | 11月1日        | 夏令時間                  | |
| 1954      | 3月21日      | 10月31日       | 夏令時間                  | 時制轉換日定於每年的3月17日及10月31日之後的第一個星期日。 |
| 1955      | 3月20日      | 11月6日        | 夏令時間                  | |
| 1956      | 3月18日      | 11月4日        | 夏令時間                  | |
| 1957      | 3月24日      | 11月3日        | 夏令時間                  | |
| 1958      | 3月23日      | 11月2日        | 夏令時間                  | |
| 1959      | 3月22日      | 11月1日        | 夏令時間                  | |
| 1960      | 3月20日      | 11月6日        | 夏令時間                  | |
| 1961      | 3月19日      | 11月5日        | 夏令時間                  | |
| 1962      | 3月18日      | 11月4日        | 夏令時間                  | |
| 1963      | 3月24日      | 11月3日        | 夏令時間                  | |
| 1964      | 3月22日      | 11月1日        | 夏令時間                  | |
| 1965      | 4月18日      | 10月17日       | 夏令時間                  | 為免學生要摸黑返學而延遲夏令時間實施日期，時制轉換日修訂為每年的4月15日及10月15日後的第一個星期日。 |
| 1966      | 4月17日      | 10月16日       | 夏令時間                  | |
| 1967      | 4月16日      | 10月22日       | 夏令時間                  | |
| 1968      | 4月21日      | 10月20日       | 夏令時間                  | |
| 1969      | 4月20日      | 10月19日       | 夏令時間                  | |
| 1970      | 4月19日      | 10月18日       | 夏令時間                  | |
| 1971      | 4月18日      | 10月17日       | 夏令時間                  | |
| 1972      | 4月16日      | 10月22日       | 夏令時間                  | |
| 1973      | 4月22日      | 10月21日       | 夏令時間                  | |
| 1973-1974 | 12月30日     | 10月20日       | 夏令時間                  | 因應第一次石油危機而實施，戰後唯一一次在冬季實施夏時制，至1974年10月。 |
| 1975      | 4月20日      | 10月19日       | 夏令時間                  | |
| 1976      | 4月18日      | 10月17日       | 夏令時間                  | |
| 1979      | 5月13日      | 10月21日       | 夏令時間                  | 因應第二次石油危機需要節約能源。 |

## 電視及電台的報時
香港的無綫電視翡翠台在每日數個時段為觀眾報時，包括午間新聞及六點半新聞前。香港電台、新城電台及商業電台會每半個小時報時一次，通常在整點和30分發出報時廣播緊接新聞報道環節。在懸掛八號烈風或暴風信號或更高級別的熱帶氣旋警告信號時，香港電台的報時訊號會加密到每15分鐘一次以緊接風暴消息廣播。港台電視31會以不定期播出時間而讀出報時時段。ViuTV和奇妙電視開台至今無提供報時。另外，Now新聞台亦會不定時讀出報時。
另外，位於尖沙咀鐘樓的報時訊號於2021年12月9日重新響起。它將會聯同香港天文台的授時訊號同步報時。

## 網上時鐘
香港天文台提供網上時間伺服器供用家調整當地時間。

## 外部連結
- 香港法例第1章《釋義及通則條例》第67條：香港時間 （页面存档备份，存于）
- 香港天文 網上時鐘 （页面存档备份，存于）
- 香港時間 （页面存档备份，存于）